# Tåbb med manifestet
Tåbb med manifestet : historien om hur Tåbbs livsstil växte fram är en svensk roman av Lars Ahlin som gavs ut 1943. Boken är en idéroman om socialismen och var Ahlins debut.

## Om romanen
Romanen utspelar sig under den stora depressionen i början av 1930-talet. Huvudpersonen är den unge arbetslöse socialisten Tåbb. Vi får genom Tåbb erfara den arbetslöses vardag med kamp för överlevnad och jakt på arbete. Han reser genom flera av Sveriges städer där han träffar en rad personer som lever under utsatta förhållanden med vilka han för samtal.  I romanen förs en diskussion om socialismen och det Kommunistiska manifestet och Tåbb genomgår en förändring från en radikal kommunistisk samhällssyn till en mer kompromissande socialdemokratisk värdegrund.

## Utgåvor
Romanen gavs ut 1943 på Tidens förlag och har sedan utkommit i nya utgåvor ett tiotal gånger, senast 1997.
- Tåbb med manifestet : historien om hur Tåbbs livsstil växte fram, Stockholm: Tiden, 1943
- Tåbb med manifestet : historien om hur Tåbbs livsstil växte fram, Stockholm : Bonnier, 1997. ISBN 91-0-056580-6